# Pino Daniele (album)
Pino Daniele è il secondo album in studio del cantautore italiano omonimo, pubblicato nel 1979 dalla EMI Italiana.

## Descrizione
Il disco rappresenta una svolta artistica rispetto al precedente Terra mia (1977), segnando l’inizio della fusione originale tra blues, jazz, rock e canzone napoletana che avrebbe caratterizzato il suono dell’artista nei decenni successivi.
Tra i brani più celebri figurano  Je so' pazzo, dal tono provocatorio e fortemente espressivo, e Chi tene 'o mare, di carattere più lirico e malinconico. L’album è cantato in lingua napoletana, combinando la tradizione melodica partenopea con influenze musicali afroamericane e mediterranee.

## Accoglienza
Considerato un punto di svolta per la musica italiana, Pino Daniele è stato accolto positivamente dalla critica per la sua originalità e per la capacità dell’autore di rinnovare la canzone d'autore attraverso sonorità internazionali senza rinunciare alle radici locali.

## Tracce
Testi e musiche di Pino Daniele.
Lato A
1. Je sto vicino a te – 3:44
2. Chi tene 'o mare – 2:47
3. Basta na jurnata 'e sole – 3:36
4. Je so' pazzo – 3:00
5. Ninnanàninnanoè – 4:15
6. Chillo è nu buono guaglione – 2:48

Lato B
1. Ue man! – 4:44
2. Donna Cuncetta – 3:51
3. Il mare – 3:43
4. Viento – 1:35
5. Putesse essere allero – 3:44
6. E cerca 'e me capì – 2:28

## Formazione
- Pino Daniele – voce, chitarra acustica, classica ed elettrica, mandolino, mandoloncello e armonica, basso (tracce 3 e 9)
- Rino Zurzolo – basso e contrabbasso
- Ernesto Vitolo – tastiera
- Agostino Marangolo – batteria
- Rosario Jermano – percussioni e vibrafono, batteria (tracce 6, 8 e 11)
- James Senese – sassofono
- Carlo Capelli – pianoforte elettrico (traccia 3)
- Tony "Cico" Cicco – conga (traccia 6), tastiera (traccia 12)
- Gigi De Rienzo – basso (traccia 7)
- Fabrizio Milano – batteria (traccia 7)
- Francesco Boccuzzi – pianoforte elettrico (traccia 8)
- Karl Potter – conga (traccia 8)